# Norrmalm
Norrmalm ist einer der zentralen Stockholmer Stadtbezirke. Die Einwohnerzahl liegt bei etwa 61.000 Personen.

## Ortsteile

### Norrmalm

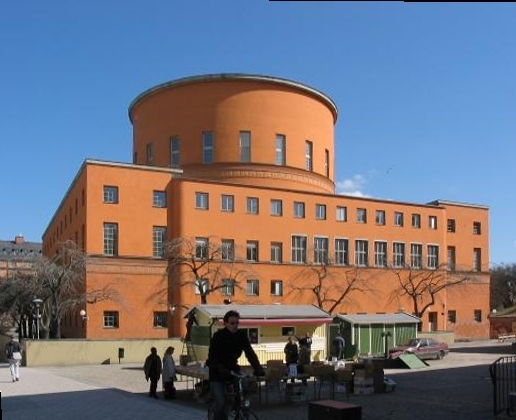
Gunnar Asplunds Stadtbibliothek von Stockholm

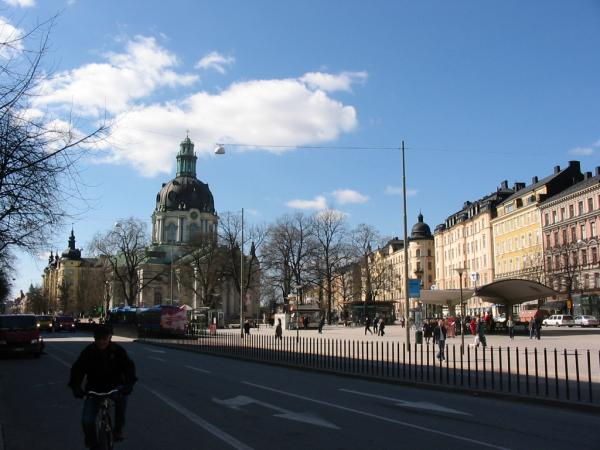
Odenplan

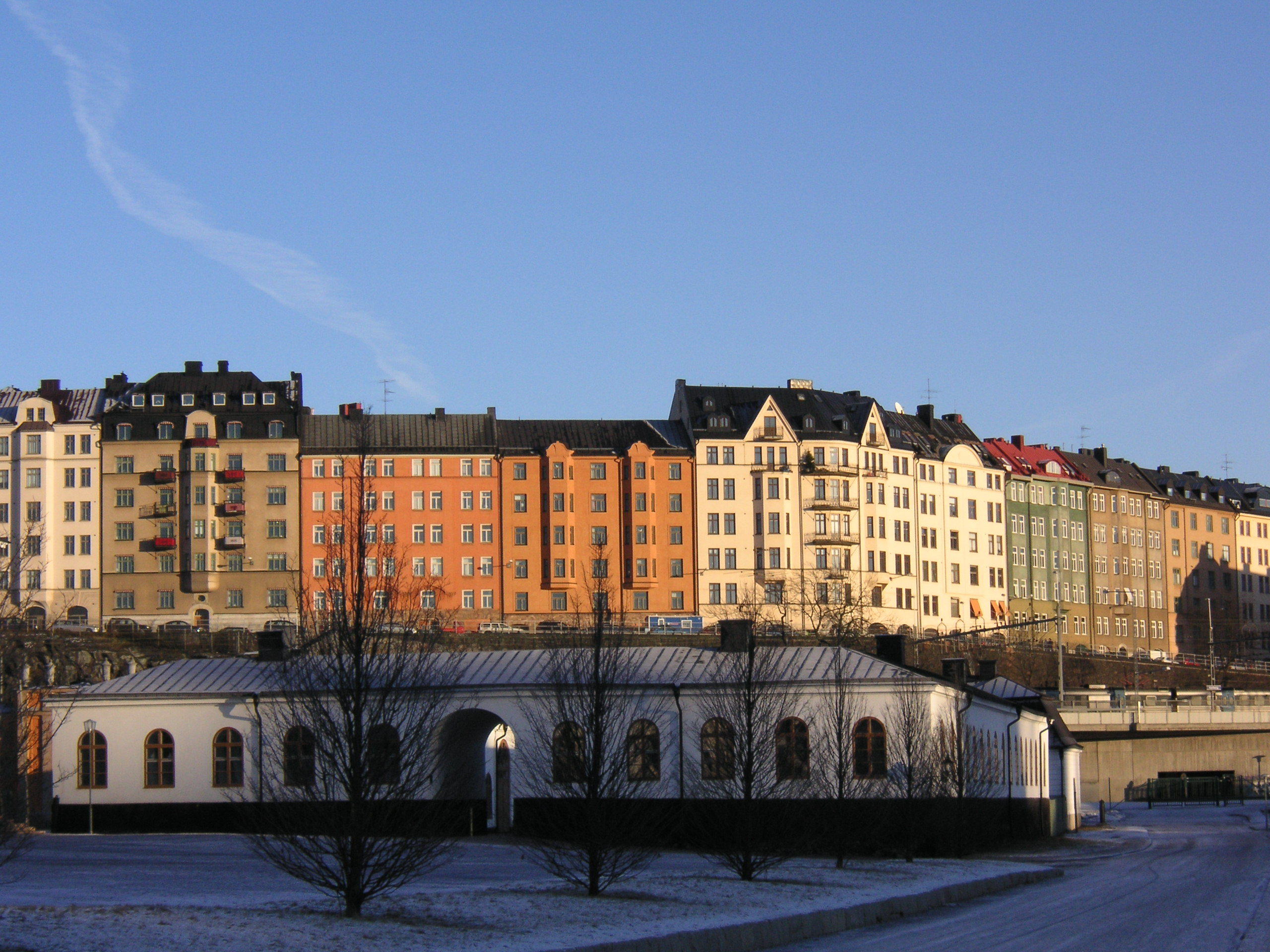
Vasastaden von Südwesten

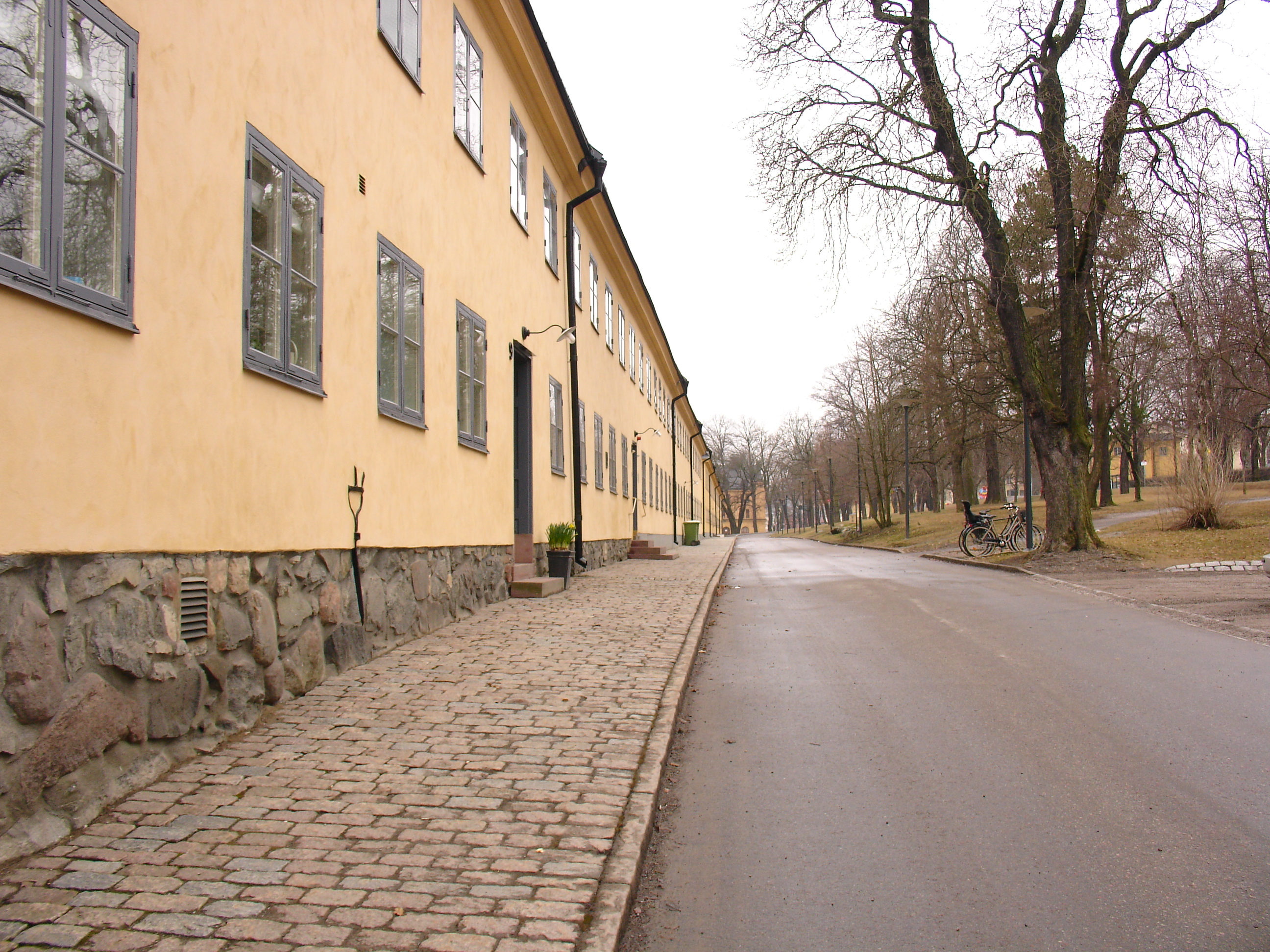
Långa Raden auf Skeppsholmen

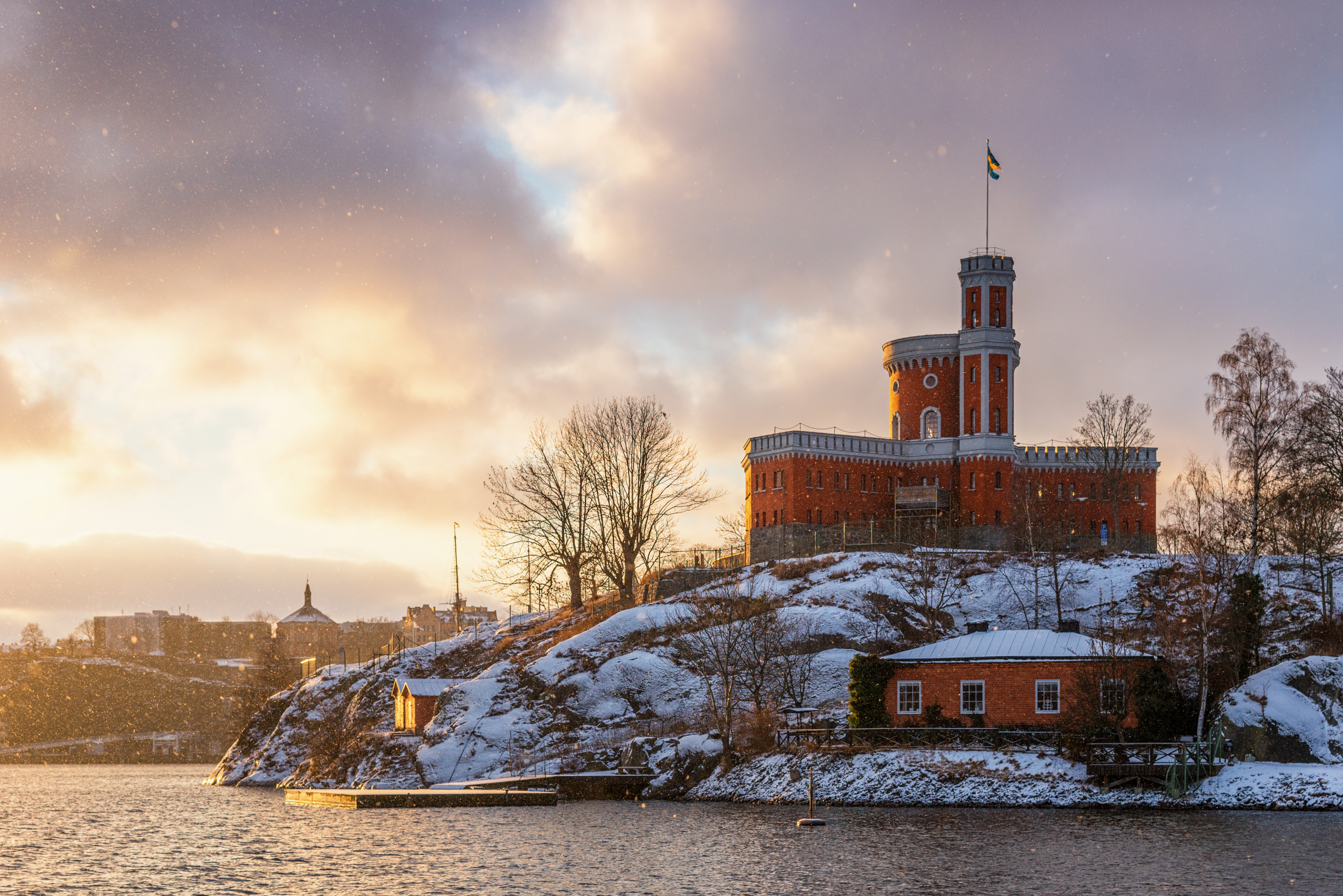
Kastell auf Kastellholmen

Norrmalm gilt heute als das Geschäftszentrum Stockholms und wird auch als „Stockholm City“ bezeichnet.
Im 17. Jahrhundert, als Stockholm stark wuchs, wurde Norrmalm eingemeindet, und es wurden Stadtpaläste und Bürgerhäuser errichtet. Nachdem 1871 der Zentralbahnhof eröffnet worden war, entwickelte sich Norrmalm zum neuen Stadtzentrum mit Banken, Geschäften und Vergnügungseinrichtungen.
Im Rahmen der Sanierung von Norrmalm (Norrmalmsregleringen) wurde ab 1952 der größte Teil der alten Häuser abgerissen, und ein moderner Einkaufs- und Verwaltungsbezirk entstand, in dem sich die größten Kaufhäuser, kulturelle Einrichtungen und die Regierungskanzlei befinden. Die Einwohneranzahl ist daher ziemlich gering und liegt bei etwa 7000. Im Stadtteil gibt es zwei U-Bahn-Stationen: T-Centralen und Hötorget.
Interessante Gebäude und Straßenzüge im Stadtteil Norrmalm sind das Kulturhuset, das Konserthuset, das Nationalmuseum sowie der Sergels torg, der Kungsträdgården und die Hamngatan. Im Süden Norrmalms befindet sich an der Ecke Strömgatan/Drottninggatan die Skulptur Hemlös räv.

### Vasastaden
Der Ortsteil erhielt seinen Namen aufgrund der Straße Vasagatan, die direkt auf ihn zuführt. Die Straße wiederum ist benannt nach einer Statue Gustav Wasas, die an deren Anfang vor dem Riddarhuset stand. In der Mitte des 19. Jahrhunderts gab es hier ein Dorf und verschiedene adlige Landgüter. Mit der städtischen Bebauung wurde um 1880 begonnen.
Der Stadtteil Vasastaden wurde 1926 gebildet, das Landareal umfasst 294 Hektar, 2004 wohnten hier 51.801 Personen. Im Norden wird Vasastaden vom See Brunnsviken begrenzt, im Osten von der Birger Jarlsgatan, im Süden von der Tegnergatan und im Westen vom See Karlbergssjön, an dessen Ufer das Schloss Karlberg liegt, jedoch schon in der Gemeinde Solna.
Die dominierenden Straßenzüge sind der Sveavägen, der in nordsüdlicher Richtung verläuft und von der Odengatan gekreuzt wird. Hier befindet sich die Stadtbibliothek Stockholm des Architekten Gunnar Asplund. Ein weiterer Hauptstraßenzug ist die Sankt Eriksgatan, die nach Süden über den Karlbergssjön in den Stadtteil Kungsholmen führt. Im Herzen Vasastadens liegen der Platz Odenplan mit der Gustav-Wasa-Kirche sowie der Park Vasaparken. Im Stadtteil gibt es drei U-Bahn-Stationen: Odenplan, Rådmansgatan und St. Eriksplan.
Vasastadens großes „Wahrzeichen“ war Astrid Lindgren, die 60 Jahre lang in der Dalagatan mit Blick auf den Vasapark wohnte. Seit 2004 heißt der an die Dalagatan angrenzende Bereich des Vasaparks Astrid Lindgrens Terrass.

### Skeppsholmen
Der Ortsteil besteht aus der gleichnamigen Insel und der Insel Kastellholmen. Er ist durch eine Brücke mit dem Ortsteil Norrmalm verbunden. Skeppsholmen wurde 1634 Marinebasis. Markant ist eine etwa 200 m lange Hausreihe (Långa Raden), die für Karls XII. Leibgarde errichtet wurde. Nachdem das Militär ausgezogen ist, werden die Gebäude seit 1968 von Museen (Modernes Museum, Architekturmuseum), Schulen, kulturhistorischen Einrichtungen und einer Jugendherberge genutzt. Zahlreiche Gebäude des Ortsteils wurden vom Architekten Fredrik Blom geschaffen.
Auf Skeppsholmen betreibt die Stiftung Stiftelsen Skeppsholmsgården die Skeppsholmens folkhögskola (Volkshochschule).

### Kastellholmen
Kastellholmen ist die südliche Nachbarinsel von Skeppsholmen und ist mit ihr durch eine Brücke verbunden, die Fläche beträgt ca. 3,1 Hektar. Auf der Insel gibt es einige Wohn- und Vorratsgebäude sowie das Kastell des Architekten Fredrik Blom von 1848, das ein früheres, abgebranntes Kastell ersetzt hatte. Die Insel hieß u. a. Notholmen und Skansholmen, seit 1720 trägt sie den Namen Kastellholmen. Wegen ihrer strategischen Lage im Einlauf nach Stockholm war hier die schwedische Kriegsmarine seit 1665 stationiert.

## Söhne und Töchter des Stadtbezirks
- Ernst Trygger (1857–1943), Politiker, Mitglied des Riksdag und Ministerpräsident (1923–1924)
- Benny Andersson (* 1946), Musiker, Komponist, Songwriter und Musikproduzent, Mitglied der Gruppe ABBA
- Mange Schmidt (* 1973), Rapper